# Skicross
Skicross er en konkurrence i alpint skiløb, hvor deltagere starter samtidigt. I praksis foregår det primært på en bane med forskellige terræn-anlæg, hvorfor det betragtes som en freestyle skiløbsdisciplin. Skicross-ruter har både naturligt forekommende terræn og kunstigt terræn som big-air jumps og high-banked turns. Enhver tilsigtet kontakt med andre konkurrencedeltagere medfører diskvalifikation.
Der er typisk fire skiløbere på banen adgangen. I de indledende kvalifikationsrunder går de to bedst placerede skiløbere videre til næste runde, osv. I første runde er der 32 skiløbere i 8 løb. I anden runde er der 16 skiløbere i 4 løb. I semifinalerne er der 8 skiløbere i 2 løb og i finalen et løb med 4 deltagere. Desuden gennemføres en lille finale hvor der dystes om placeringerne fra 5-8.
International Ski Federation (FIS)'s FIS Freestyle Skiing World Cup har haft skicrosskonkurrencer med i programmet siden 2004. Det var første gang en OL-disciplin ved Vinter-OL 2010, hvor Michael Schmid vandt herrernes konkurrence og Ashleigh McIvor vandt kvindernes konkurrence. Skicross var igen OL-disciplin ved Vinter-OL 2014.
Skicross har været på programmet i X-Games fra 1997 - 2012 (i alt 15 gange). I 2013 blev skicross, boardercross og mono skicross taget af programmet grundet omkostningerne til byggeri af baneanlæg.